# Рахманкулова, Марьям Маннановна
Рахманку́лова Марья́м Манна́новна (Габдельма́новна) (тат. Мәрьям Габдельман кызы Рахманкулова; 
1 января 1900, Казань — 8 августа 1988) — советская оперная певица (меццо-сопрано), композитор. Заслуженная артистка Татарской АССР (1936). Народная артистка Татарской АССР (1952). Заслуженная артистка РСФСР (1968). Народная артистка РСФСР (1984).

## Творческая биография
Рахманкулова Марьям Маннановна — родилась в Казани 1 января 1900 года в семье служащего типографии. Сестра - Рахманкулова Солтана (1888-1916).
В 1924—1928 гг. обучалась в Казанском музыкальном техникуме.
С 1927 года работала на радио.
В 1934—1938 гг. обучалась в Татарской оперной студии при Московской консерватории (класс Е. Ф. Петренко).
В 1935—1937 там же обучалась композиции (класс Б. С. Шехтера и Г. И. Литинского).
В 1939-60 гг. — солистка Татарского театра оперы и балета.
Частыми гостями дома Рахманкуловых были видные татарские писатели Фатих Амирхан и Габдулла Тукай. В доме часто звучала музыка, участницей этих музыкальных вечеров была и маленькая Марьям, она покоряла слушателей своим мелодичным, красивым голосом, умением проникновенно исполнять народные песни. Фатих Амирхан писал о богатом даровании юной певицы.
В актерской судьбе М. Рахманкуловой огромное значение сыграла встреча с композиторами Салихом Сайдашевым и Мансуром Музафаровым. Молодые музыканты познакомили певицу со своими первыми работами, аккомпанировали ей в концертах. Рахманкулова быстро приобрела заслуженную известность.
Марьям Рахманкулова была одной из первых, кто прокладывал дорогу к татарскому оперному искусству. За годы работы в Татарском государственном театре оперы и балета им. М. Джалиля ею было исполнено множество партий из опер русских, татарских и зарубежных композиторов.
Рахманкулова — первая татарская актриса, создавшая образ Кармен в одноименной опере Ж. Бизе.
М. Рахманкулова помимо исполнительства также увлекалась композицией. Обучаясь вокалу в оперной студии, она посещала творческие семинары профессора Б. С. Шехтера и Г. И. Литинского, занималась композицией. Ею было написано более 20 лирических и детских песен на стихи Г. Тукая, произведения для фортепиано, струнного оркестра и голоса, музыкальное оформление пьесы «Тапкыр егет» Д. Аппаковой, обработка цикла татарских народных песен.
М. Рахманкулова умерла 
8 августа 1988 года.

## Основные партии
- Кармен («Кармен» Ж. Бизе)
- Графиня («Пиковая дама» П. Чайковского)
- Любовь («Мазепа» П. Чайковского)
- Азучена («Трубадур» Дж. Верди)
- Тугзак («Алтынчеч» Н. Жиганова)
- Жихан («Башмачки» Дж. Файзи)
- Талли («Аршин мал алан» Г. Гаджибекова)
- Зайтуна («Чайки» Дж. Файзи)
- Шарифабика («Наёмщик» С. Сайдашева) и другие.

## Сочинения
Для струнного оркестра
- «Маленькая сказка» (1936)

Для голоса и струнного оркестра
Две татарские песни:
- «Река» (1939)
- «Башмачки» (1942)

Для фортепиано
- Песня без слов (1945)

Для голоса с фортепиано
- «Наша песня» (1948)
- «Цветок» (сл. А. Пушкина, 1951)
- «Родина»(сл. Г. Кутуя, 1954)
- «Потешный ученик» (сл. Г. Тукая, 1957)
- «Девочка и бабочка» (сл. Г. Тукая, 1960)
- «Колыбельная» (сл. нар., 1963)
- «Приезжайте в гости» (сл. М. Хусаина, 1966)
- «Ах, песни мои» (сл. А. Ерикеева, 1969)
- «Песня о Кубе» (сл. М. Хусаина, 1972)

Для хора
- «Праздник ёлки» (сл. К. Наджми, 1975)

А также музыка к драматическим спектаклям и радиопостановкам;
обработки татарских народных песен.

## Звания и награды
- Заслуженная артистка Татарской АССР (1936)
- Народная артистка Татарской АССР (1952)
- Заслуженная артистка РСФСР (1968)
- Народная артистка РСФСР (1984)
- Орден Ленина
- Орден «Знак Почёта»